# Spectacular!
Spectacular! é um telefilme estadunidense-canadense de 2009, do gênero comédia romântico-musical, dirigido por Robert Iscove para a Nickelodeon Movies. 
O filme é protagonizado pelo cantor Nolan Gerard Funk, pela cantora australiana Tammin Sursok, a estrela de Zoey 101, Victorious, a Victoria Justice, Simon Curtis, o co-protagonista de Victorious, Avan Jogia e o novo ator Izhaunne Baker. Foi filmado em Vancouver, British Columbia no Canadá e estreou em 16 de fevereiro de 2009. A trilha sonora foi lançada em 3 de fevereiro de 2009, lançado originalmente na MTV. [carece de fontes?]
Spectacular! foi visto por mais de 3,7 milhões de espectadores na estreia.
A trilha sonora foi gravada pela Nickelodeon Records.[carece de fontes?]

## Sinopse
O filme conta a história de Nikko, um garoto que concilia a vida de estudante com a de cantor de rock. O aspirante a estrela é supertalentoso e, como sabe bem disso, é extremamente convencido e metido. Nikko precisa urgentemente cair na real, pois ninguém aguenta mais seu comportamento arrogante. Tanto é assim que ele acaba levando um fora da namorada e, além disso, os músicos da banda decidem que seu talento já não é suficiente para salvá-lo – cansados de suas atitudes egoístas, os garotos o expulsam do grupo. Nesse momento, Nikko pensa em gravar uma demo e tem certeza de que vai alcançar o sucesso por conta própria. Mas para sua surpresa, recebe convite de Courtney, uma menina da escola, para ser a nova voz de Spectacular, o coro que ela comanda. A garota precisa de um integrante masculino para dar uma "levantada" no espetáculo que prepara para vencer sua arqui-inimiga Tammi numa disputa nacional. O trabalho de preparação para o novo desafio é duro e acende a energia que Nikko tem para cantar - e a influência de seus novos amigos o ajuda a ver os erros que cometeu. Quando Nikko e Courtney se juntam não tem para ninguem - acontece uma explosão de rock que ilumina o palco de um jeito nunca visto.[carece de fontes?]

## Elenco
- Nolan Gerard Funk - Nikko Alexander
- Tammin Sursok - Courtney Lane
- Greg Germann - Mr. Romono
- Victoria Justice - Tammi Dyson
- Simon Curtis - Royce Du Lac
- Avan Jogia - Tajid
- Andrea Lewis - Robin
- Christopher Jacot - Stavros
- Joel Ballard - Caspian
- Shannon Chan-Kent - Janet
- Matt Bennett - Rich Dickinson

## Números musicais
| Música                  | Cantores principais                   | Outros cantores                | Cena                                                                    |
| ----------------------- | ------------------------------------- | ------------------------------ | ----------------------------------------------------------------------- |
| Don't Tell Me           | Nikko                                 | Flux                           | Apresentação do Nikko                                                   |
| Eye of the Tiger        | Courtney                              | Coro do Spectacular!           | Quermesse                                                               |
| Things We Do for Love   | Royce e Tammi                         | Coro do Ta-da                  | Quermesse                                                               |
| Break My Heart          | Nikko                                 | Ninguém                        | Palco da escola                                                         |
| Dance With Me           | Courtney                              | Ninguém                        | Varias cenas como Telhado do Nikko, Palco da escola, Sala do coro, etc. |
| Lonely Love Song        | Royce e Tammi                         | Coro do Ta-da                  | Ensaio de coros                                                         |
| Your Own Way            | Nikko, Janet, Caspian, Robin, e Tajid | Coro do Spectacular!           | sala do coro Spectacular! e no telhado do Nikko                         |
| For the First Time      | Nikko e Courtney                      | Ninguém                        | No boliche                                                              |
| Just Freak              | Courtney                              | Ninguém                        | Várias cenas, como fundo musical                                        |
| On the Wings of a Dream | Royce e Tammi                         | Coro do Ta-da                  | Competição de Coros                                                     |
| Something to Believe in | Coro do Spectacular!                  | Flux e Sr. Romono              | Competição de Coros                                                     |
| Everything Can Change   | Nikko, Courtney                       | Sr. Romono,Flux e Spectacular! | Estúdio de gravação                                                     |